# Blundell Peak
Der Blundell Peak ist ein felsiger Berg an der Ingrid-Christensen-Küste des ostantarktischen Prinzessin-Elisabeth-Lands. Er ragt als höchster Gipfel der Larsemann Hills auf der Halbinsel Stornes in der Prydz Bay auf.
Norwegische Kartografen kartierten den Berg anhand von Luftaufnahmen, die bei der Lars-Christensen-Expedition 1936/37 entstanden. Das Antarctic Names Committee of Australia (ANCA) benannte ihn 1968 nach Anthony A. Blundell (* 1937), Funker auf der Mawson-Station im Jahr 1968, der im selben Jahr im Rahmen der Australian National Antarctic Research Expeditions an Tellurometervermessungen von diesem Berg bis zu den Reinbolt Hills beteiligt war. Chinesische Wissenschaftler benannten ihn dagegen 1990 als Jinggang Shan (chinesisch 井岡山, Pinyin Jǐnggāngshān).